# O’Connell-Nunatak
Der O’Connell-Nunatak ist ein 1210 m hoher Nunatak mit felsigem Gipfel im westantarktischen Queen Elizabeth Land. In der Patuxent Range der Pensacola Mountains ragt er 10 km südsüdöstlich des Mount Murch auf.
Der United States Geological Survey kartierte ihn anhand eigener Vermessungen und Luftaufnahmen der United States Navy aus den Jahren von 1956 bis 1966. Das Advisory Committee on Antarctic Names benannte ihn 1968 nach Richard V. O’Connell, Seismologe auf der Amundsen-Scott-Südpolstation im antarktischen Winter 1967.